# Port lotniczy Carnot
Port lotniczy Carnot – port lotniczy zlokalizowany w Carnot, w Republice Środkowoafrykańskiej.